# Diasoma
Diasomes
Super-classe
Classification phylogénétique
- mollusques
  - solénogastres
  - caudofovéates
  - eumollusques
    - polyplacophores
    - conchifères
      - monoplacophores
      - ganglioneures
        - viscéroconques
          - gastéropodes
          - céphalopodes

        - diasomes
          - bivalves
          - scaphopodes

Les Diasoma (Diasomes en français) étaient une super-classe de mollusques, réunissant ceux dont la tête a secondairement presque disparu, et dont le système nerveux est de nouveau réparti, c'est-à-dire scaphopodes et bivalves.
L'hypothèse de l'existence de ce clade a été démentie par les recherches de génétique moléculaire.

## Liste des classes
Selon BioLib (15 mars 2021) :
- classe des Bivalvia Linnaeus, 1758
- classe des Rostroconchia Pojeta, Runnegar, Morris & Newell, 1972 †
- classe des Scaphopoda Bronn, 1862